# 路易·奥古斯特-多默伊
路易·奥古斯特-多默伊（法語：Louis Auguste-Dormeuil，1868年8月25日—1951年10月8日），法国男子帆船运动员。他曾代表法国参加1900年夏季奥林匹克运动会帆船比赛，获得一枚金牌。